# Lecci (cognome)
Lecci è un cognome di lingua italiana.

## Varianti
Il cognome non presenta varianti.

## Origine e diffusione
Cognome tipicamente meridionale, è presente prevalentemente in Salento.
Potrebbe costituire una variante dei cognomi Lecce, Lecchi e Leccio.

## Persone
- Aldo Lecci (1900-1974) – politico e rivoluzionario italiano